# 丸菱産業
丸菱産業株式会社（まるびしさんぎょう）は大阪府大阪市東淀川区南江口に本社を置く、低周波治療器を中心とした健康器具やその他製品の通信販売等をおこなう企業である。1961年創業。

## 概要
低周波治療器として知られる「サンマッサー」の製造販売を中心に、その他健康食品や、不動産関連事業もおこなっている。
支店、営業所を国内各地に持っており、職域を中心に販売活動している。

## 広報活動
かつて1980年代までは朝日放送（ABCテレビ）制作・テレビ朝日系列で放送された『必殺シリーズ』で長年にわたりスポンサーとして参加していた事でも知られ、CMキャラクターには同シリーズに出演した藤田まことを起用した。その後は元野球選手で解説者の佐々木信也を起用した。
またその他にもテレビ朝日系で放送されている『ワールドプロレスリング』にも一時期スポンサーで参加していた事があり、関西テレビ制作・フジテレビ系列の『どてらい男』が日曜21:00オンエアの頃や、よみうりテレビ制作・日本テレビ系列の『スター爆笑Q&A』スポンサーとして参加した。